# Постхолецистектомічний синдром
Постхолецистектомічний синдром (ПХЕС) (англ. Postcholecystectomy syndrome) — комплекс клінічних симптомів, що розвивається внаслідок оперативного видалення жовчного міхура.
Постхолецистектомічний синдром зустрічається в середньому у 10-15 % пацієнтів (при цьому в різних групах цей показник доходить до 30 %). У чоловіків він розвивається практично вдвічі рідше, ніж у жінок.
Хронічна діарея при постхолецистектомічному синдромі є різновидом мальабсорбції жовчних кислот (3-го типу).

## Класифікація
Класифікація постхолецистектомічного синдрому(1988)
1. Зміни, некореговані при холецистектомії
  - стенозуючий папіліт
  - стеноз жовчних проток, в тому числі камені жовчних проток
  - резидуальний холедохолітіаз
  - тубулярний стеноз загальної жовчної протоки на ґрунті хронічного панкреатиту
  - механічні порушення прохідності дванадцятипалої кишки на ґрунті високого дуоденального вигину і артеріомезентеральної непрохідності
  - кісти жовчних проток
  - паразитарні захворювання жовчних проток
2. Хронічні захворювання гепатопанкреатодуоденальної зони, некореговані при холецистектомії
  - хронічний холангіогепатит
  - хронічний панкреатит
  - періхоледохеальний лімфаденіт
  - внутрішньопечінкові і парапечінкові абсцеси
  - холангіогенний сепсис
  - пухлини печінки, жовчних проток і підшлункової залози
3. Зміни, що виникли в результаті оперативних втручань:
  - ятрогенні пошкодження жовчних проток
  - рубцеві стриктури і деформація жовчовивідних проток з порушенням відтоку жовчі
  - деформація дванадцятипалої кишки з порушенням евакуації її вмісту
  - "залишковий" жовчний міхур
  - сторонні предмети жовчних проток (нитки, голки, фрагменти дренажів)
  - рефлюкс-холангіт після трансдуоденальної сфінктеропластики і холедоходуоденостомії
  - невриноми пересічених нервів загальної жовчної протоки
4. Органічні та функціональні захворювання:
  - грижа стравохідного отвору діафрагми
  - виразкова хвороба шлунка та дванадцятипалої кишки
  - хронічний гастродуоденіт; коліт
  - пухлини шлунка і кишечника
  - нефроптоз
  - нирково-кам'яна хвороба і хронічний пієлонефрит
  - солярит
  - діенцефальний синдром
  - астеновегетативний синдром
  - абдомінальний ішемічний сяндром
  - деформуючий спондилоартроз
5. Нервово-кінетичні порушення жовчних проток і дванадцятипалої кишки:
  - дискінезія жовчних проток і великого сосочка дванадцятипалої кишки
  - гіпотонія великого сосочка дванадцятипалої кишки
  - гіпертензія великого сосочка дванадцятипалої кишки
  - гіпокінезія дванадцятипалої кишки
  - рефлюкс-гастрит

У групу пацієнтів з постхолецистектомічний синдромом не входять хворі, у яких проведена холецистектомія з похибками, залишилися камені у жовчних протоках, розвинувся післяопераційний панкреатит, що супроводжується здавленням загальної жовчної протоки, холангіт[джерело?].

## Етіологія
Основним патогенетичним фактором розвитку постхолецистектомічного синдрому є порушення у біліарній системі — патологічна циркуляція жовчі.
Він може розвинутися відразу після проведення оперативного видалення жовчного міхура, а може проявиться через тривалий час (кілька місяців, років).

## Клінічні прояви
У ряді випадків діагностування розвивається постхолецистектомічний синдрому буває утруднено згладженою, слабо вираженою клінічною картиною. Для отримання повноцінної медичної допомоги пацієнту в післяопераційному періоді і у подальшому житті без жовчного міхура необхідно уважно ставитися до сигналів свого організму і однозначно повідомляти про наявні скаргах свого лікаря.